# The Big Texan Steak Ranch
The Big Texan Steak Ranch est un restaurant à viande et un motel situé à Amarillo au Texas, aux États-Unis.
Il est célèbre pour son défi où si l'on finit en moins d'une heure un steak de près de 2 kg surnommé The Texas King, celui-ci est offert.
Il a ouvert sur l'U.S. Route 66 en 1960 , rebaptisée l'Interstate 40 en 1970.

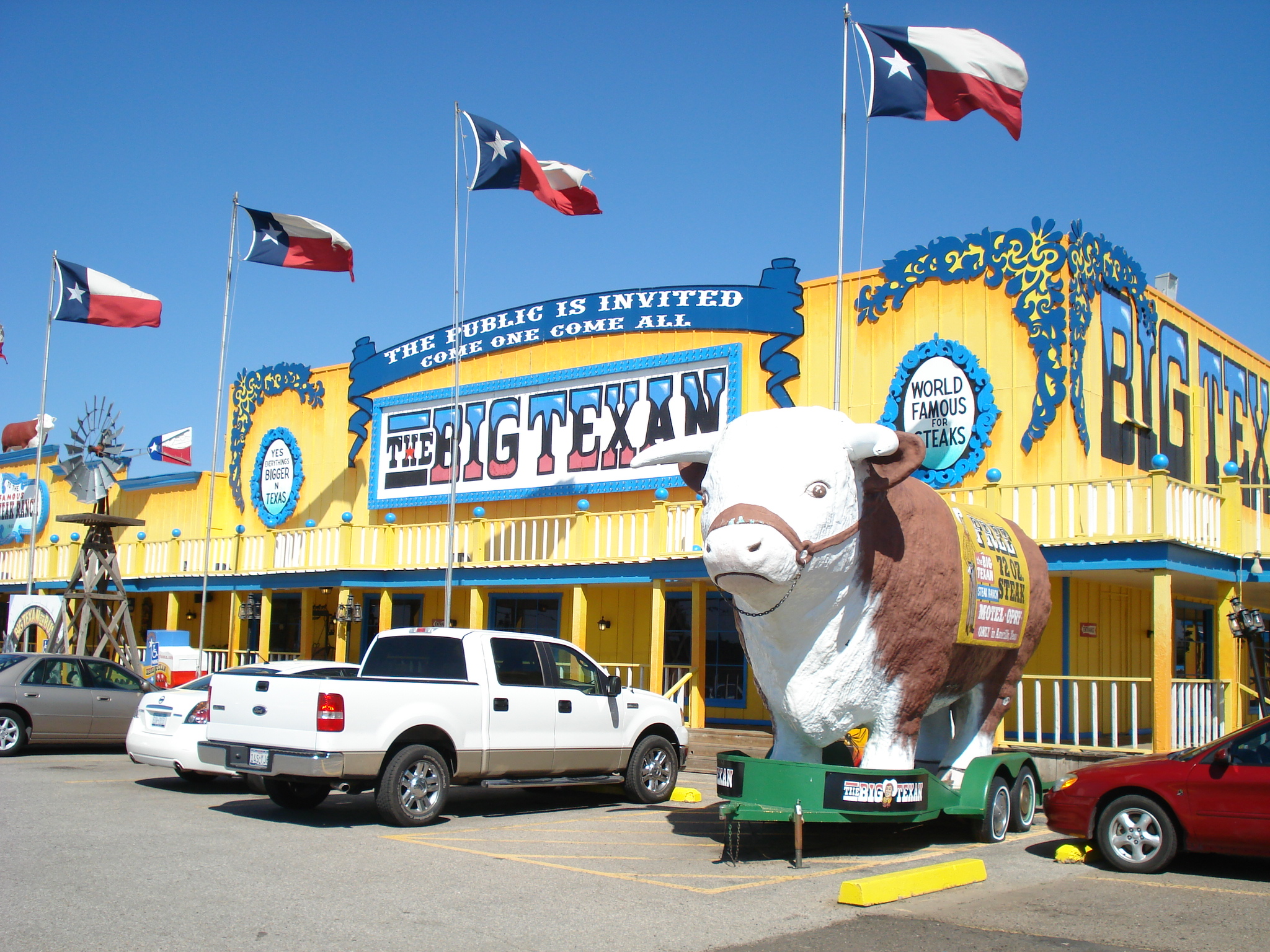
Façade du restaurant
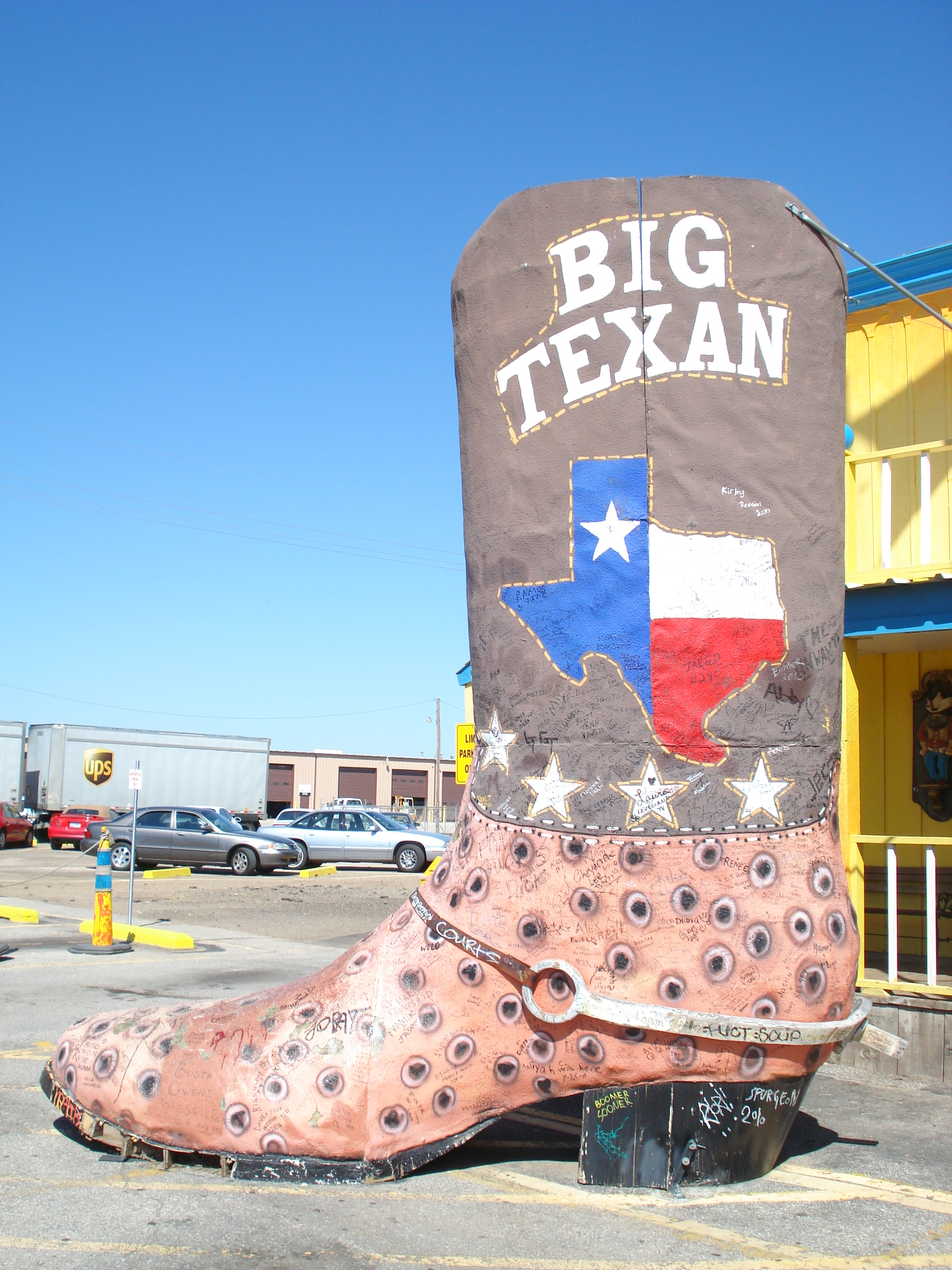
Santiag géante devant le restaurant